# Waratahsläktet
Waratahsläktet (Alloxylon) är ett släkte som omfattar fem arter i familjen proteaväxter. Arterna är små till medelstora träd och de kommer ursprungligen från Nya Guinea och Australiens östra kust. Ganska nyligen ingick Alloxylon-arterna i släktet Oreocallis, men detta innehåller numera endast arter från Sydamerika.
Alloxylon används som prydnadsträd eftersom de har stora blomställningar i intensivt röda färger. De kan dock vara svårodlade även i områden med lämpligt klimat (tropiskt eller subtropiskt). De tål inte torrperioder.